# 苗栗鉄道文物展示館
苗栗鉄道文物展示館（びょうりつてつどうぶんぶつてんじかん）（ビンイン：Miáolì Tiělù Wénwù  Zhǎnshìguǎn）は台湾苗栗県苗栗市にある鉄道に関する博物館である。

## アクセス
苗栗駅の跨線橋上の改札を西側（右側の新しい出口）に出て、大通り（英才路）を高雄方向（左折）に約200m行くと案内板があり、左の路地に入った線路脇にある。閉鎖されないので、24時間いつでも入ることができる。右の写真の英才路にある門は使用されておらず入れない。

## 歴史
- 1999年（民国88年）6月10日 - 開館。
- 2003年（民国92年）4月 - 新竹機務段（機関区）苗栗分駐所に移管。
- 2014年（民国103年）- 台鉄が民営に移行する案を発表し、出資者を募集[1]。
- 2025年（民国114年）4月25日‐台鉄から民間に委託が経営され「苗栗火車頭園區」としてリニューアルオープンした。

## 保存車輛

### 蒸気機関車
- 台鉄CT150型蒸気機関車（CT152）

1918年汽車製造製。1978年廃車。
- 台鉄DT560型蒸気機関車（DT561）

1920年アメリカン・ロコモティブ（ALCO）スケネクタディー工場製。1979年廃車。9600形の準同型機。
- 阿里山森林鉄路SL28号蒸気機関車

1913年米国ライマ製。1973年廃車。阿里山森林鉄路の28t級シェイ式機。
- 台糖331号蒸気機関車

1935年日本車輌製造製。元台湾糖業鉄道虎尾製糖工場所有。

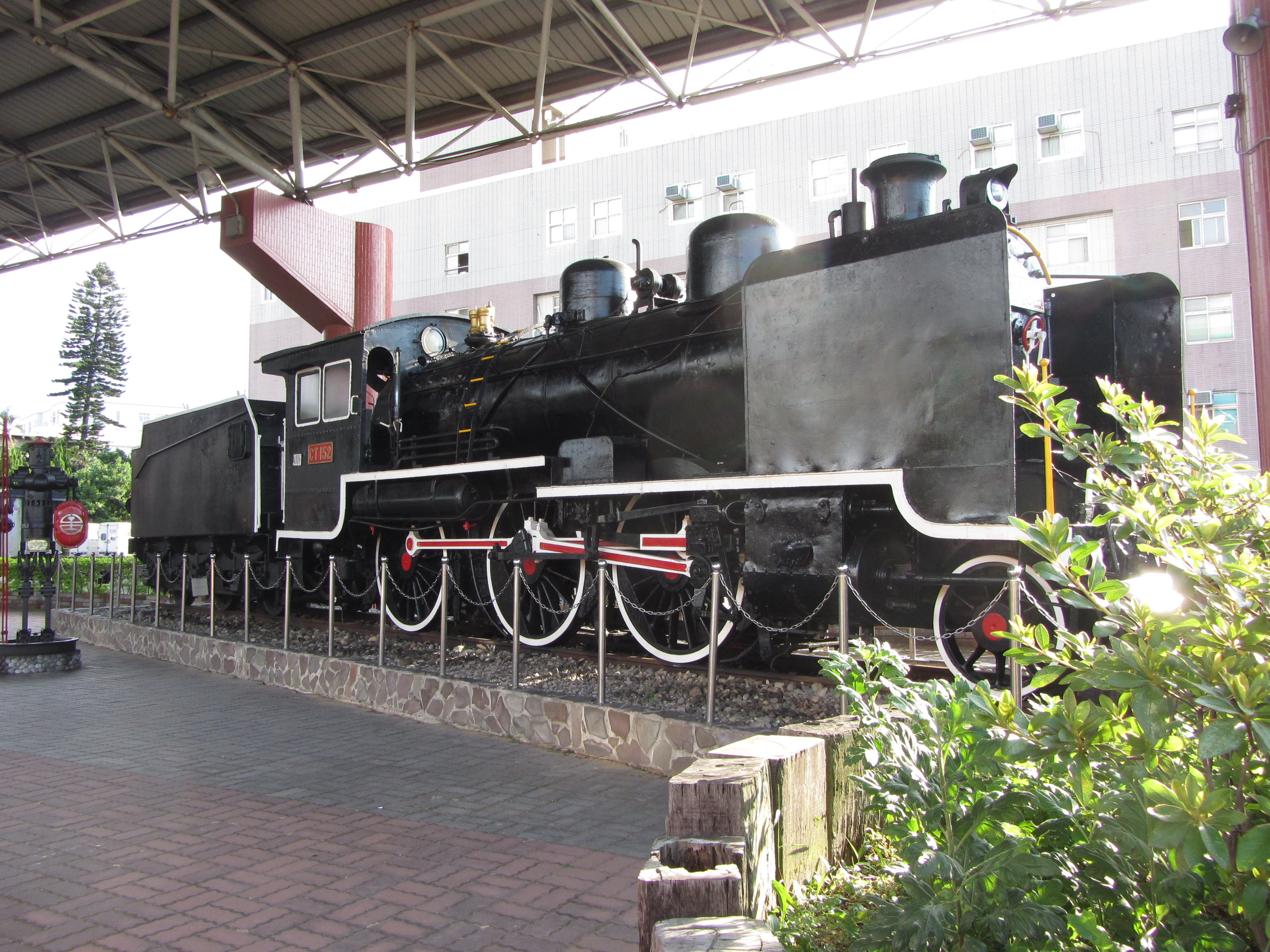
台鉄CT152テンダー型蒸気機関車
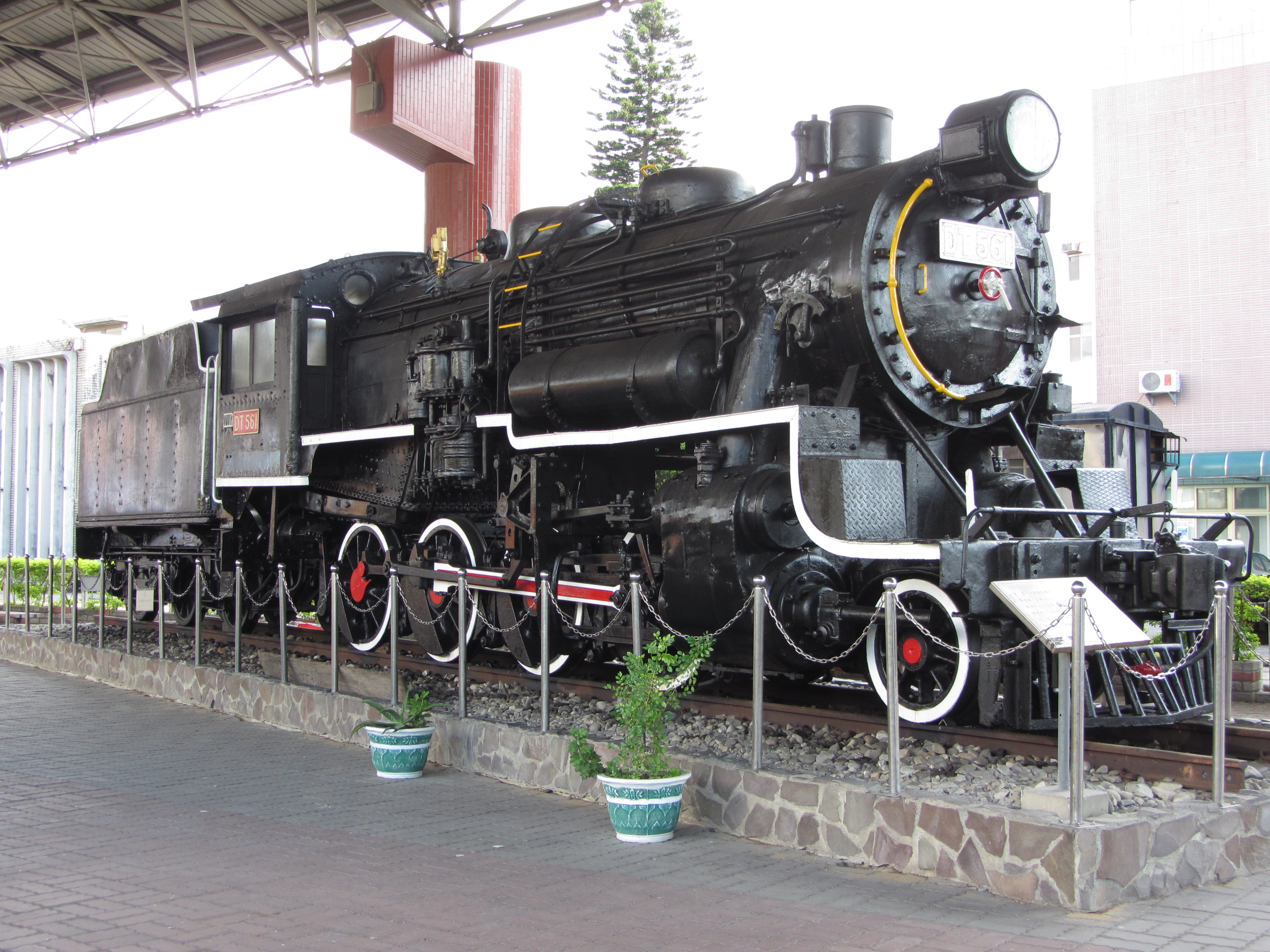
台鉄DT561テンダー型蒸気機関車
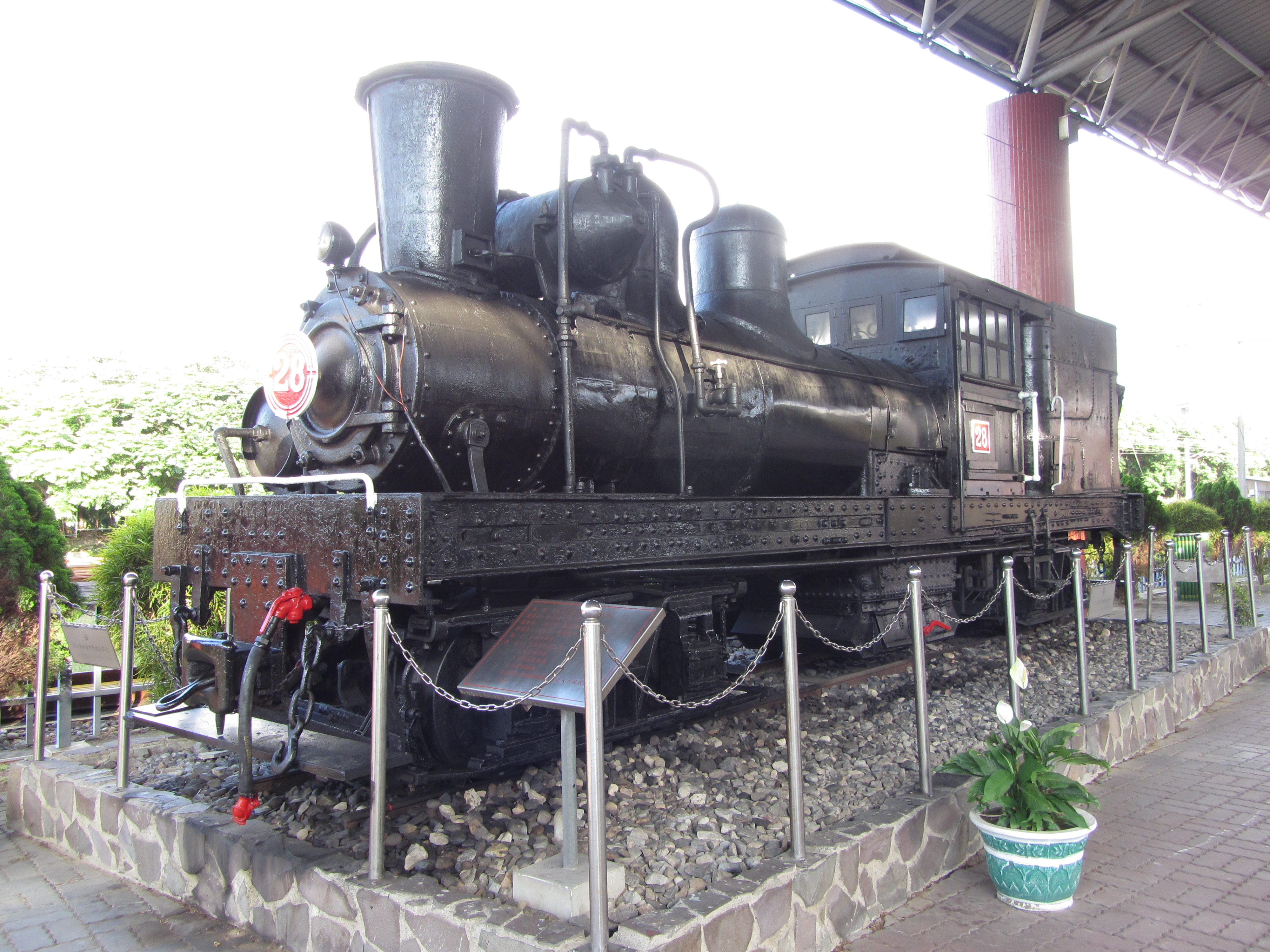
阿里山森林鉄路28号シェイ式蒸気機関車
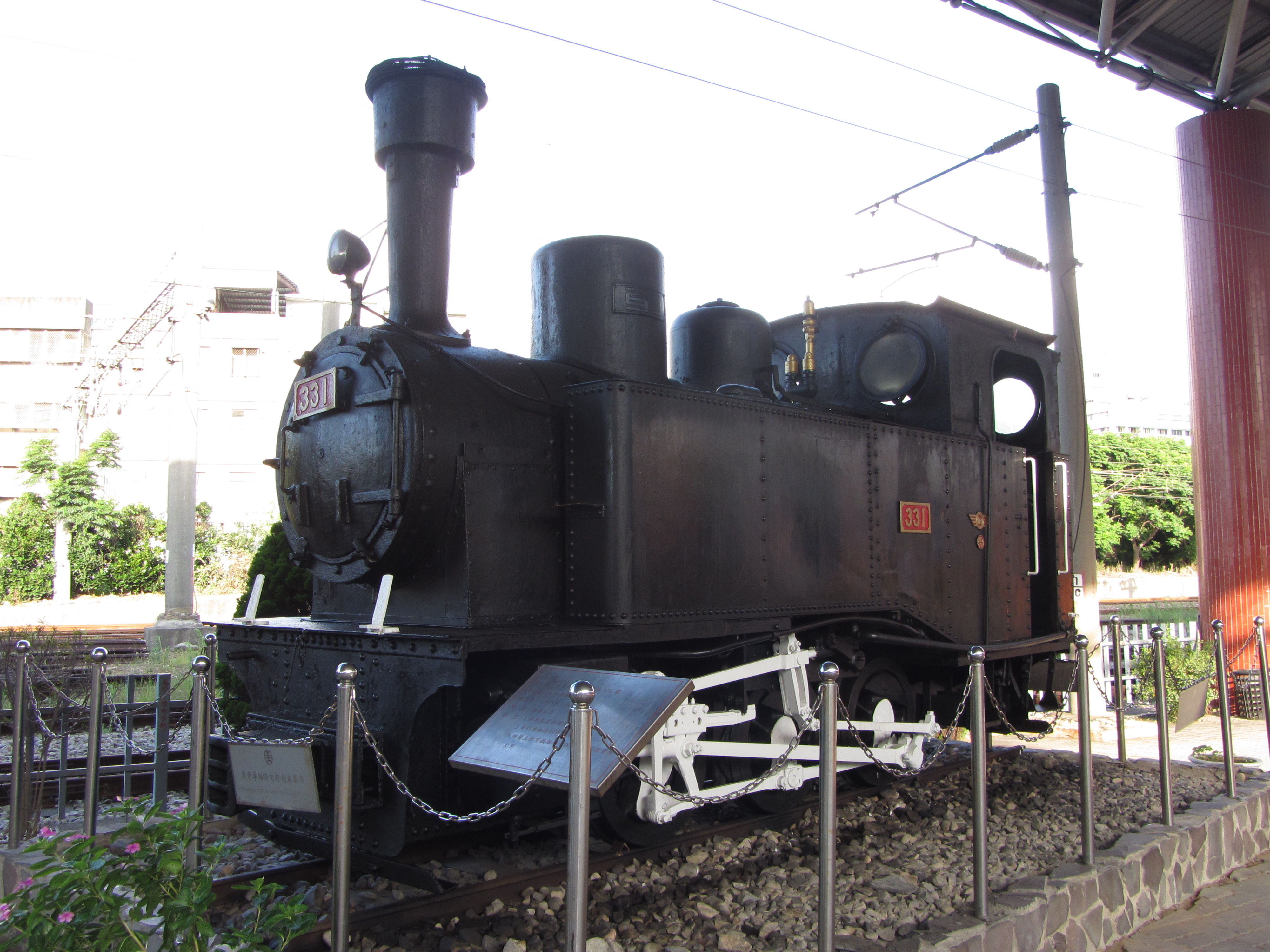
台糖331号タンク型蒸気機関車

### ディーゼル機関車
- 台鉄R0型ディーゼル機関車（中国語版）（R6（実際はR1））

1960年日立製作所製の電気式ディーゼル機関車。1971年に発動機をMAN製からGM-EMD製に換装。1996年廃車。同型機の１輛が納入前に日本国有鉄道線上をDF91形の形式で試験走行している。
- 台湾鉄路管理局S400型ディーゼル機関車（中国語版）（S405）

1969年米国GM-EMD製の電気式ディーゼル機関車。七堵操車場専用の入換機。1997年廃車。
- 台鉄LDH100型ディーゼル機関車（中国語版）（LDH101）

1970年花蓮機廠製の液体式ディーゼル機関車。狭軌時代の台東線専用機。1985年廃車。
- 阿里山森林鉄路11403型ディーゼル機関車（11403-1,11403-5）

1953年新三菱重工製。牽引力がライマ製28t級蒸気機関車程では無かった為、平坦区間で運用されていた。

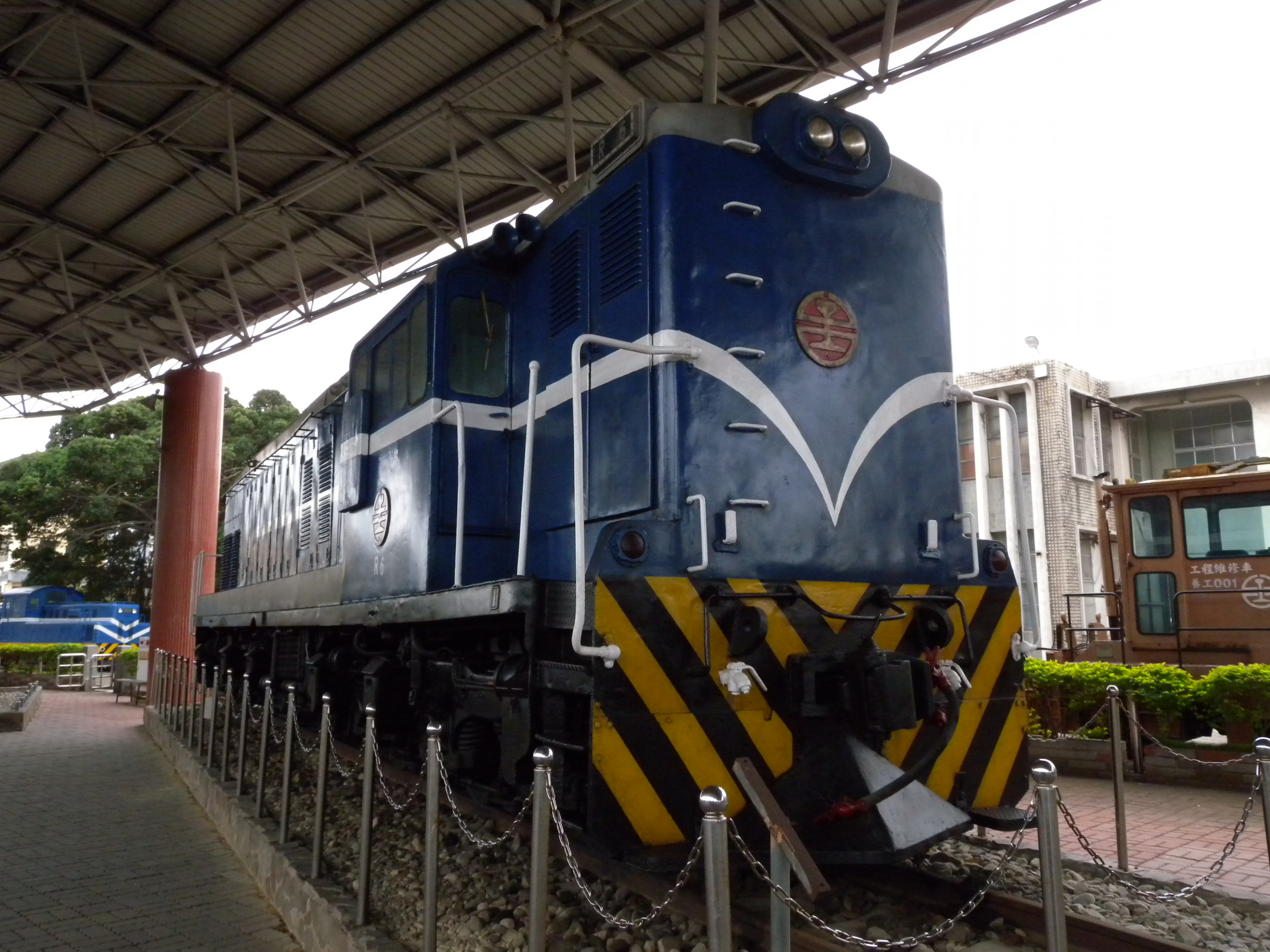
台鉄R6号ディーゼル機関車
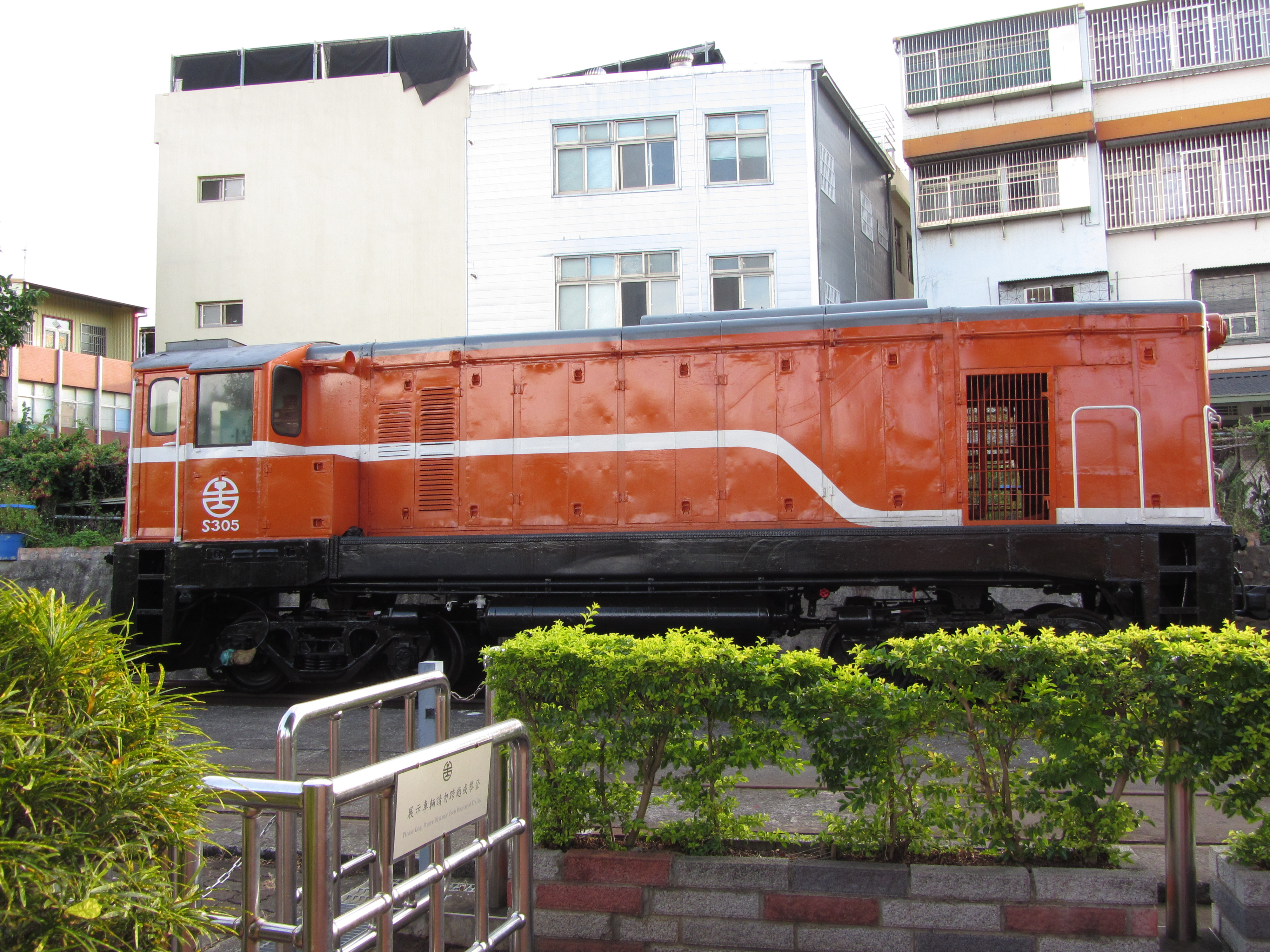
台鉄S305号ディーゼル機関車
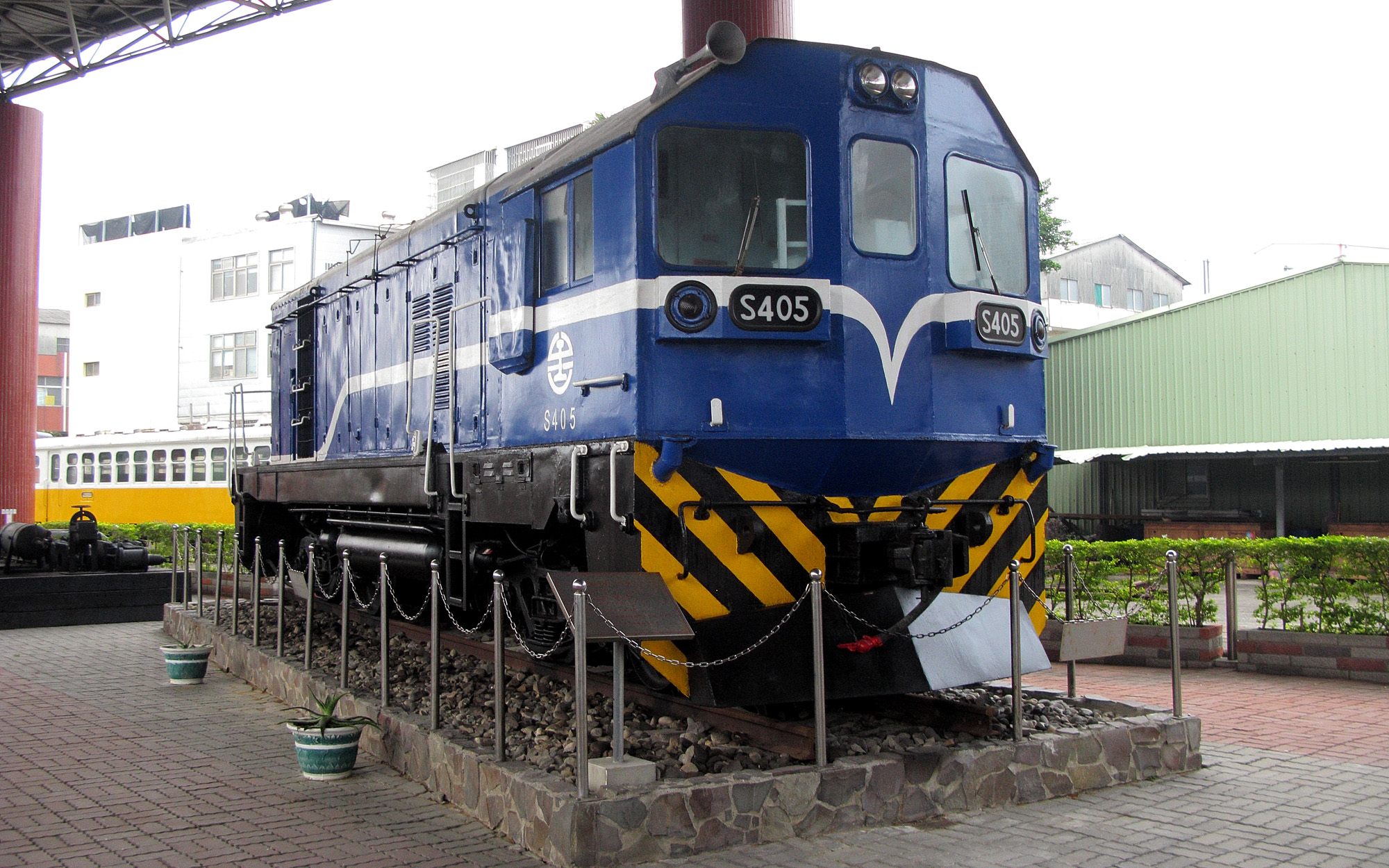
台鉄S405号ディーゼル機関車
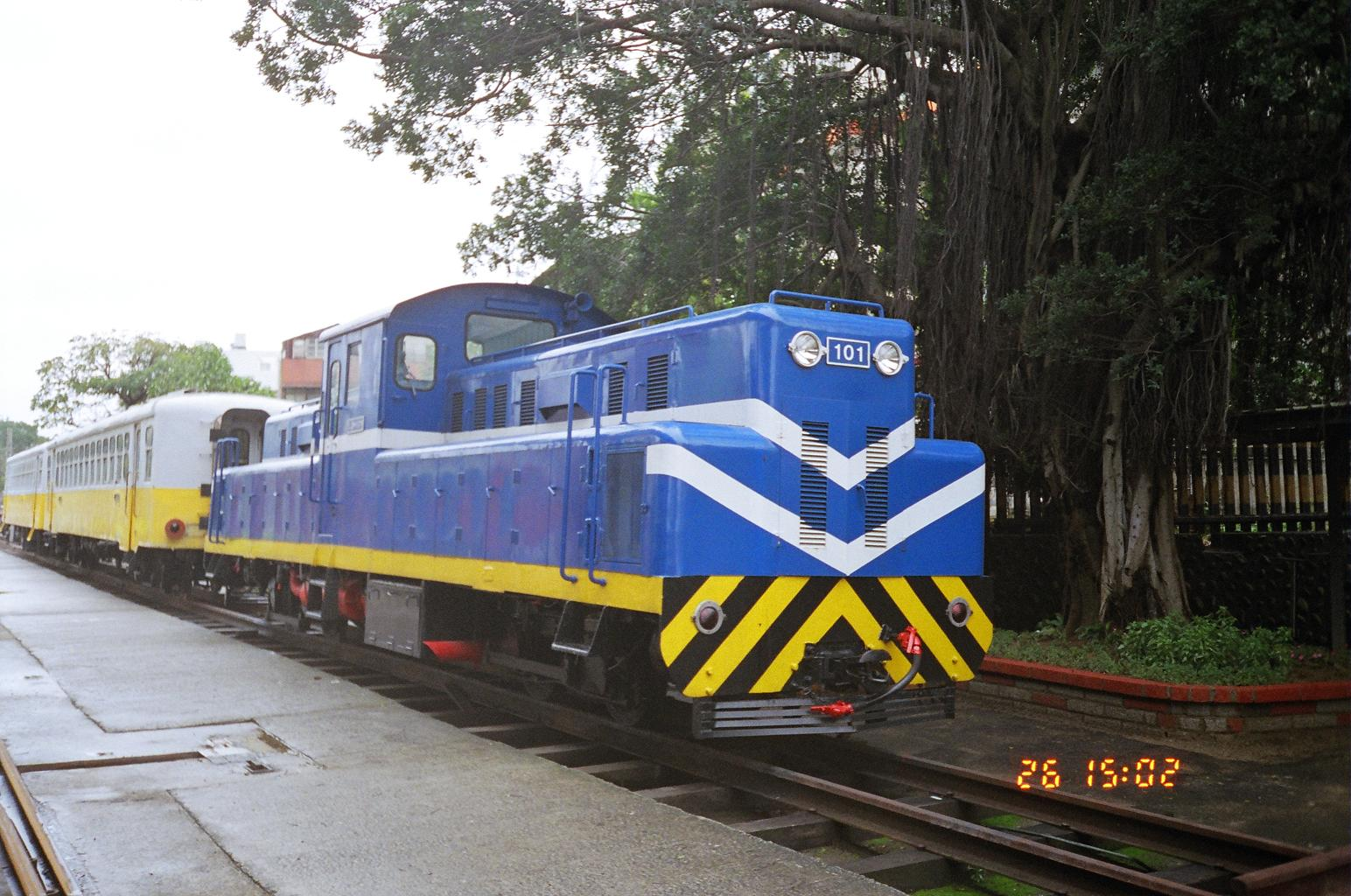
台鉄LDH101号ディーゼル機関車
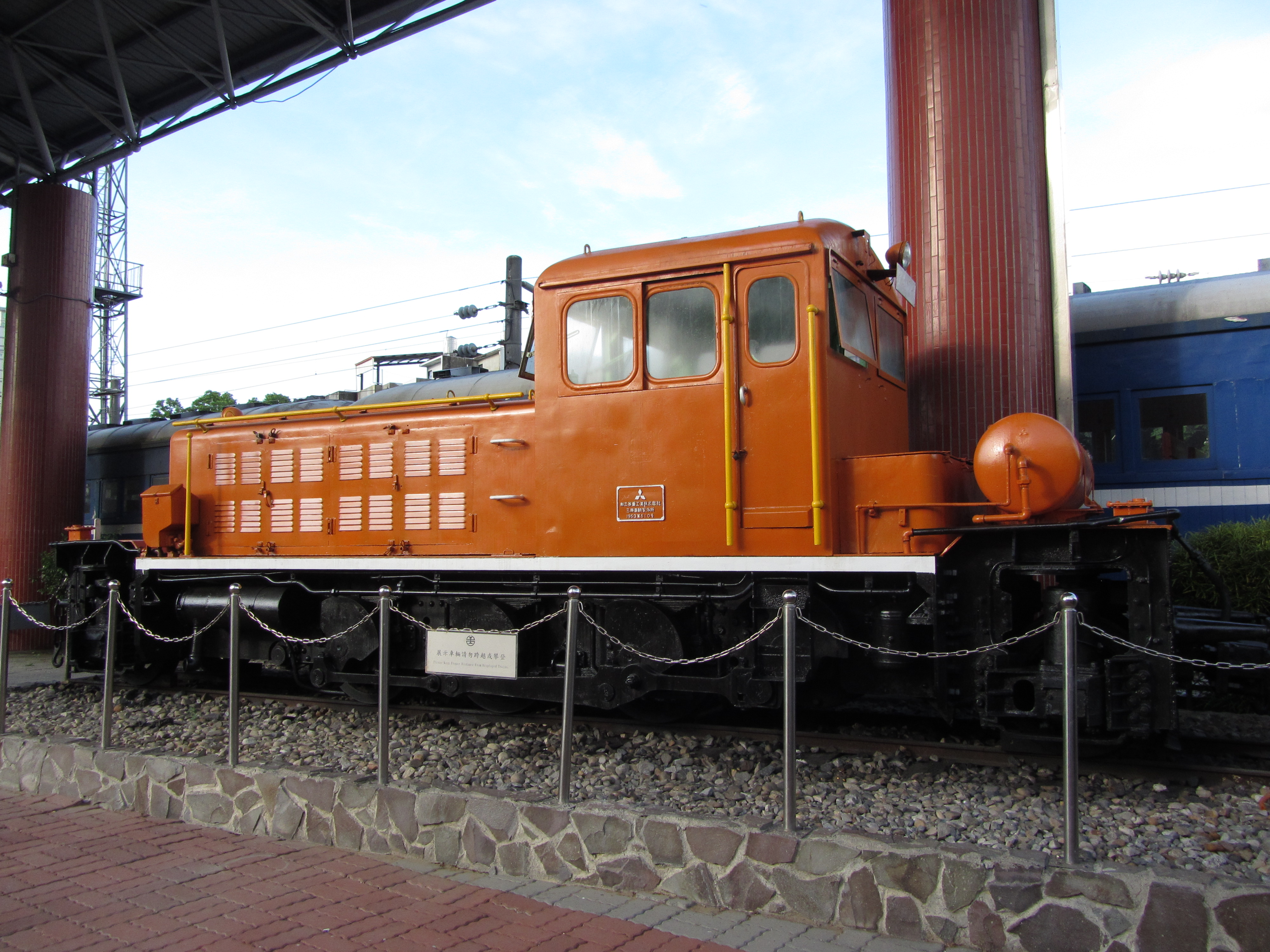
阿里山森林鉄路11403-1ディーゼル機関車
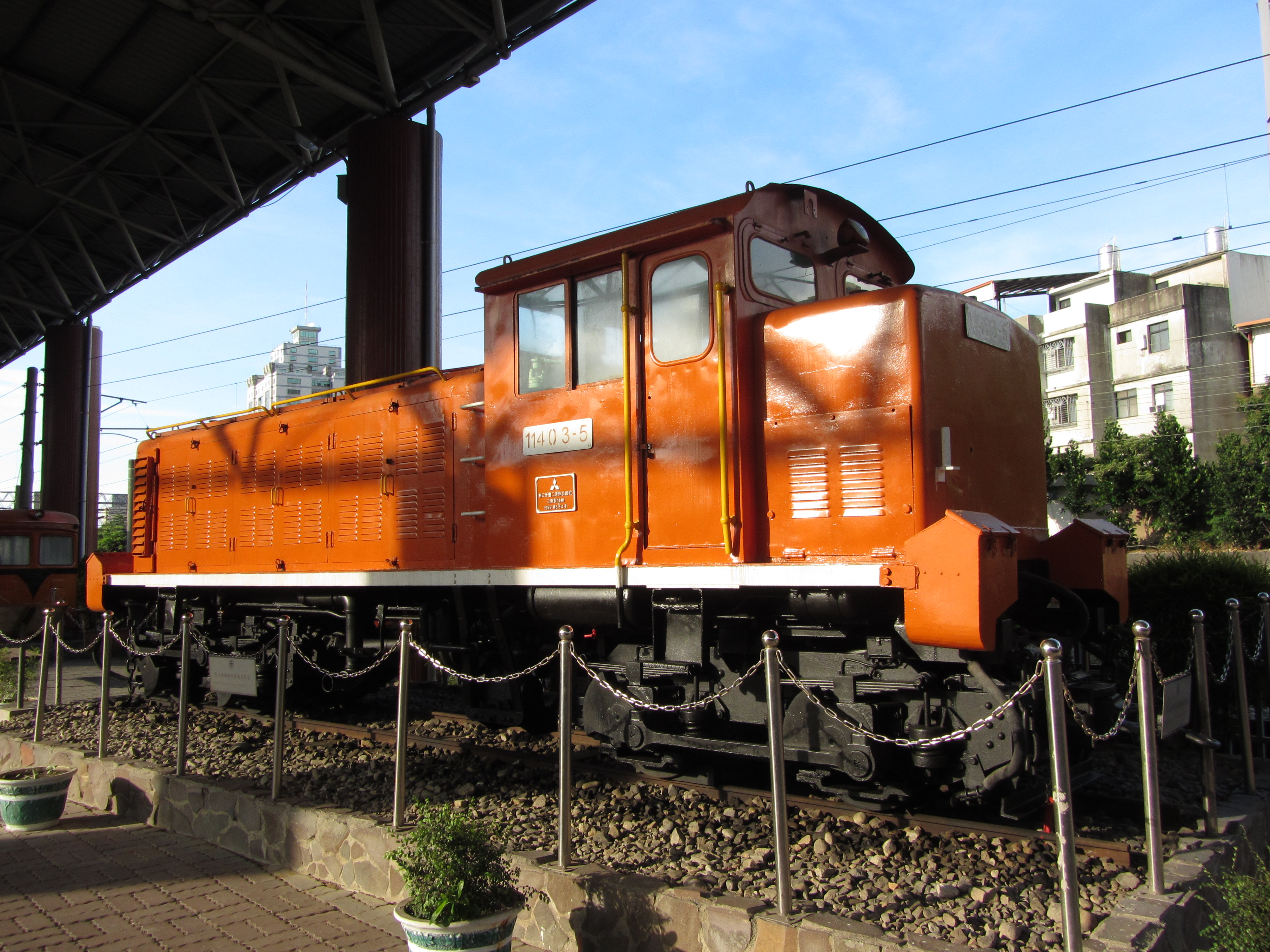
阿里山森林鉄路11403-5ディーゼル機関車

### 客車
- 30SP2502 木造客車
- 25TPK2053 木造客車
- LTPB1813
- SPC2

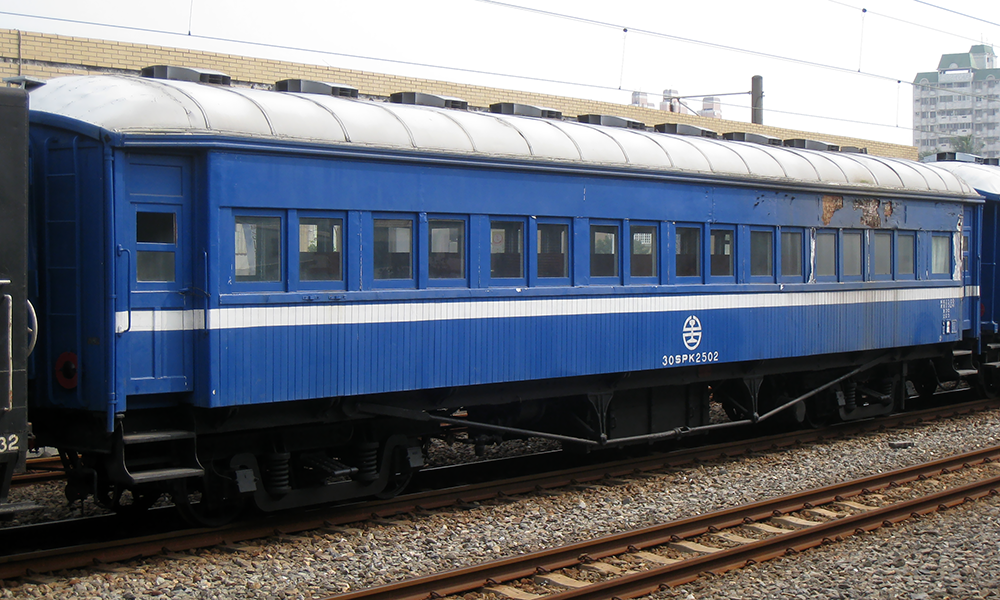
台鉄30SPK2502木造客車
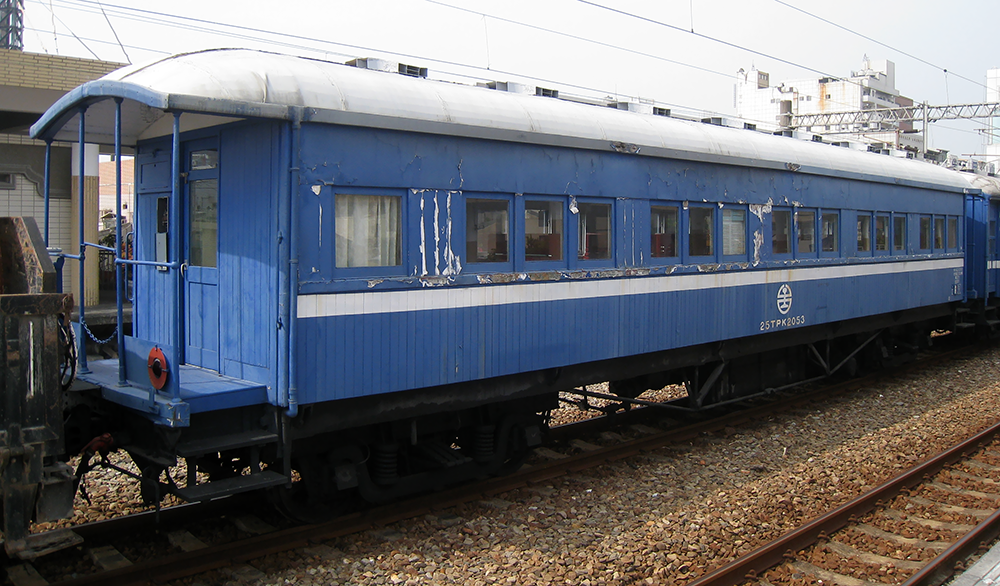
台鉄25TPK2053木造客車
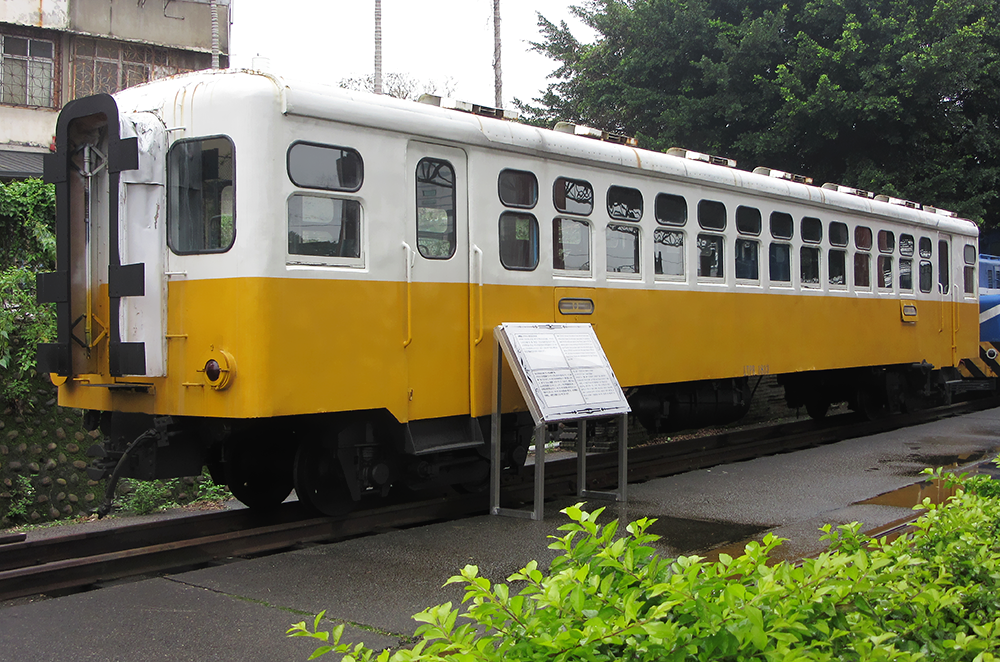
台鉄台東線762mm光華号ディーゼルカー付随車
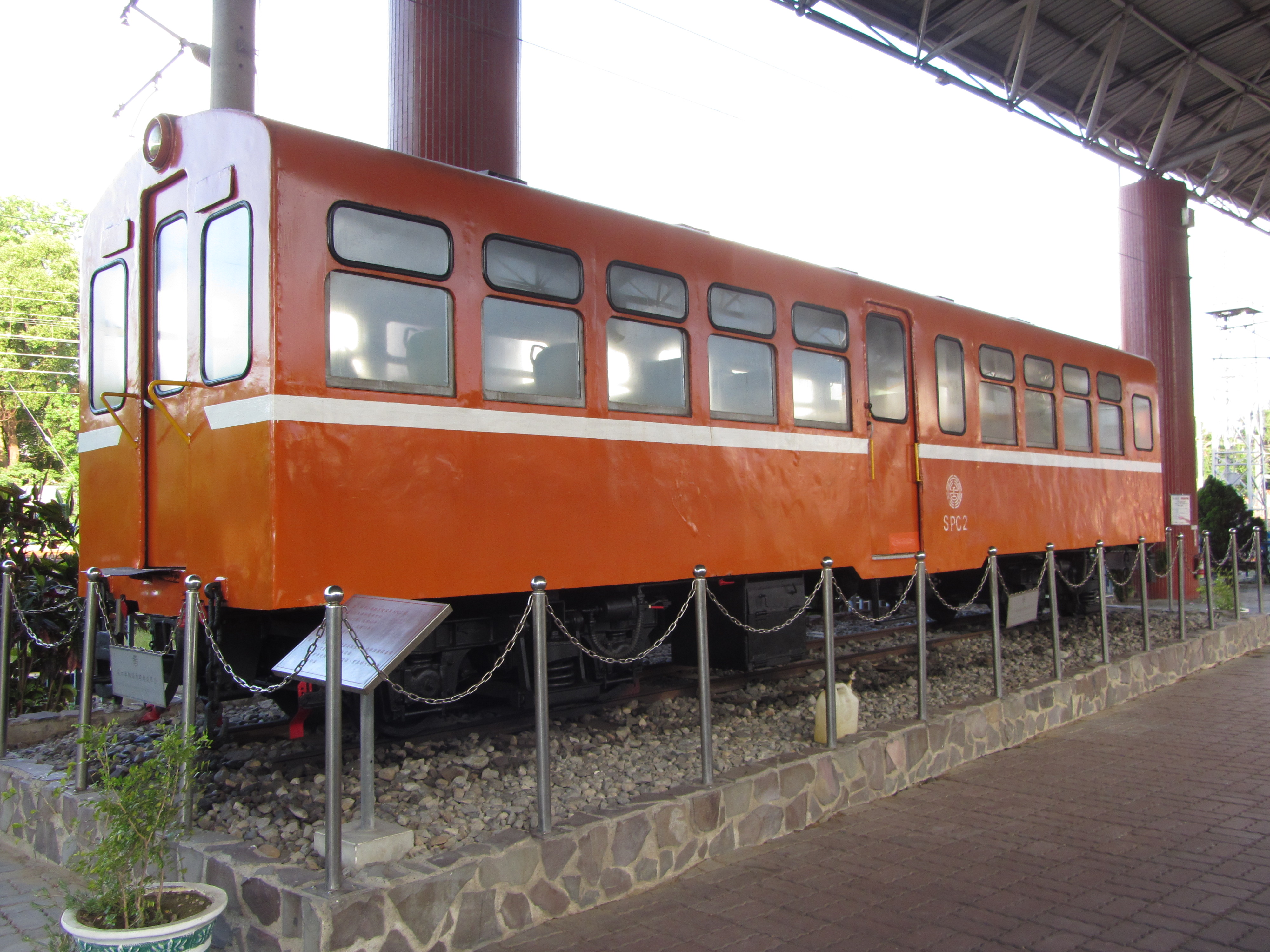
阿里山森林鉄路SPC2光復号客車

### 貨車
- 15F6006 木材用長物車

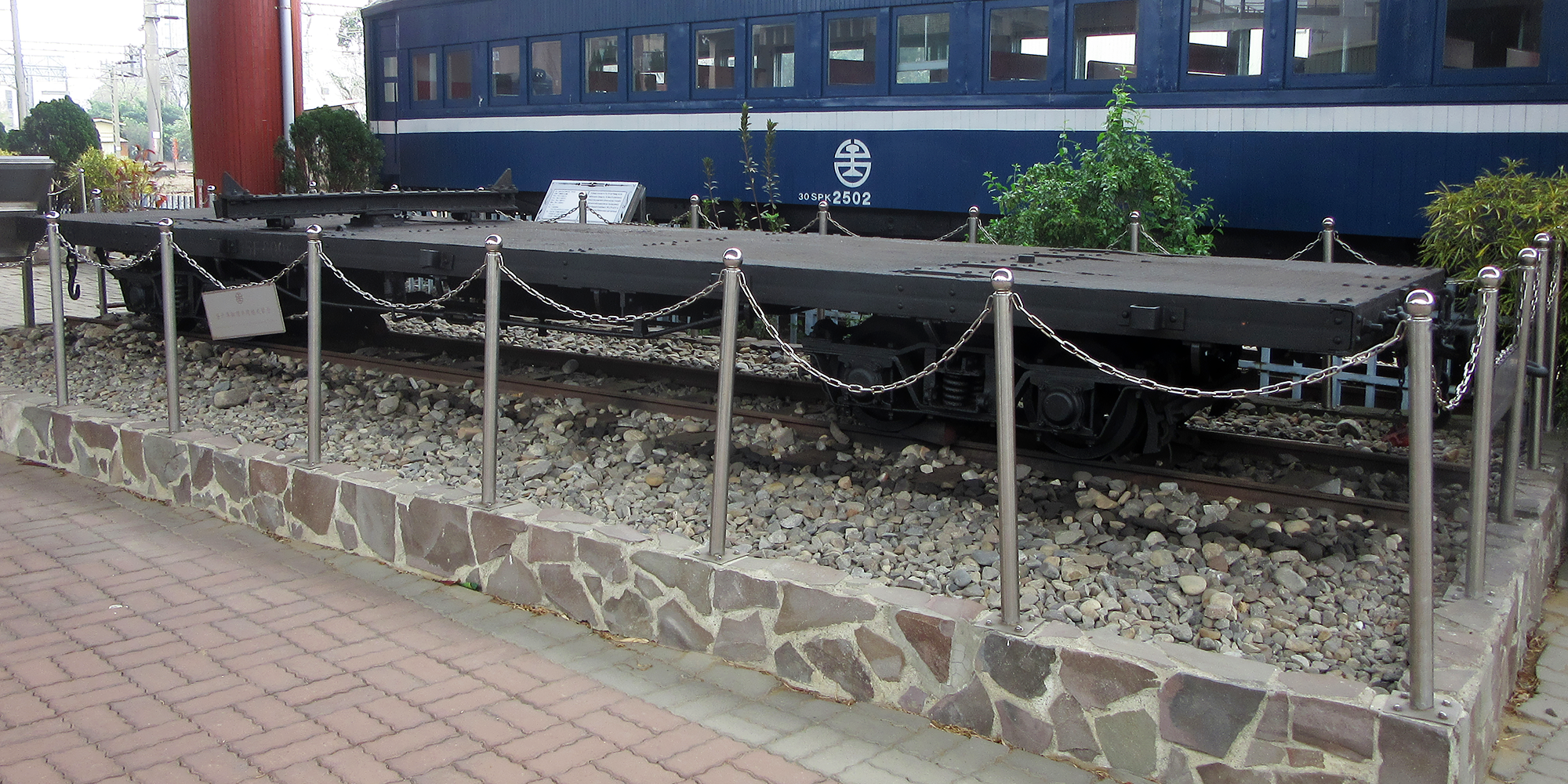
阿里山森林鉄路長物車平甲6006号

### 保線用
- 台糖巡道車254号

### 車両部品
- EMU300型電車用ボギー台車
- TR11型、TR12型客車用ボギー台車

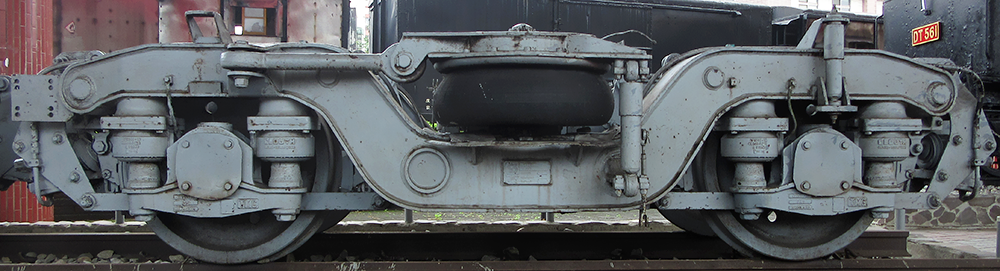
EMU300型自強号初代台車14TWNSB型(軸間距離2410mm)
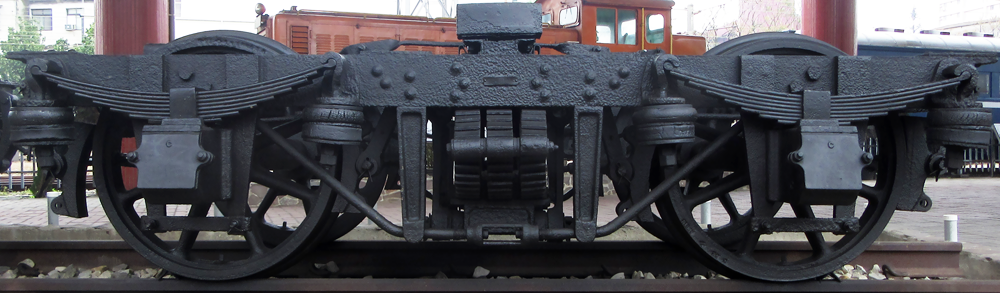
TR11型客車用ボギー(軸間距離1829mm)
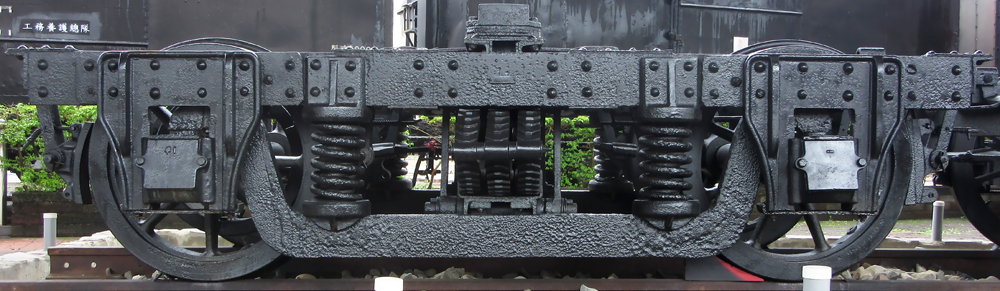
TR12型客車用ボギー(軸間距離2134mm)

### 鉄道設備

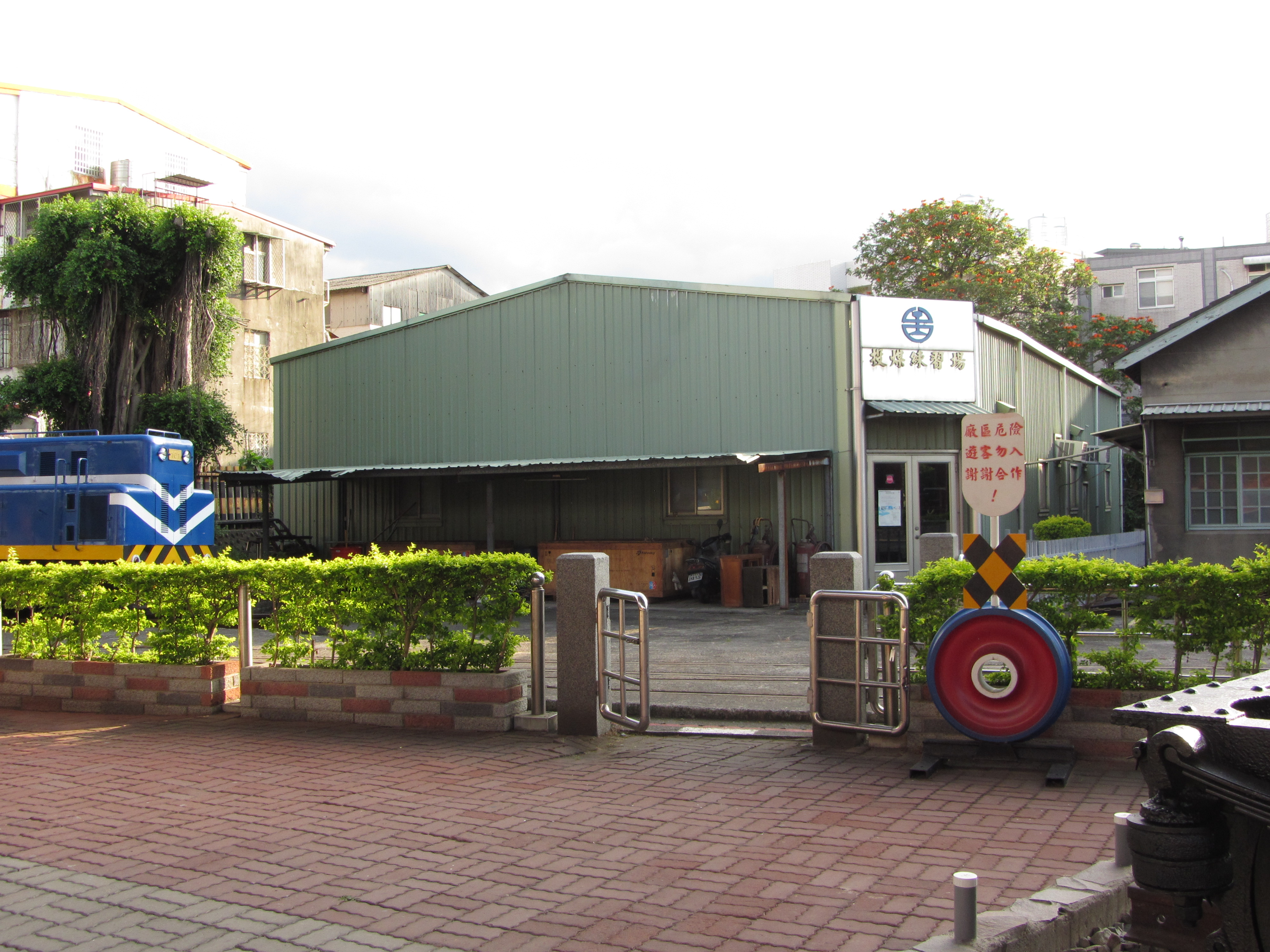
投炭練習所

- 投炭練習所（見学は申込みが必要）
- 転車台
- 苗栗機関庫